# Мейер, Дженнифер
Дже́ннифер Ме́йер (англ. Jennifer Meyer; род. 23 апреля 1977, Нейплс) — американский дизайнер украшений.

## Биография
Мейер родилась 23 апреля 1977 года в Нейплсе, штат Флорида, в семье бизнесмена Рональда Мейера который был вице-председателем NBC Universal до 18 августа 2020 года, а ранее был президентом и генеральным директором Universal Studios и его первой жены Эллен Бэрон. Отчим — раввин Дэвид Бэрон.
Она начала свою карьеру в ювелирном деле вместе со своей бабушкой, Эдит Мейер, которая научила её основам изготовления ювелирных изделий, когда ей было всего 6 лет. Затем она перешла на работу в нескольких домах моды в государственных департаментах отношений, сначала для Джорджо Армани, а затем для Ральфа Лорена. Она также работала для журнала «Glamour» в качестве редактора.
С 2007 по 2016 год Майер была замужем за актёром Тоби Магуайром, с которым она встречалась 4 года до их свадьбы. У супругов есть двое детей — дочь Руби и сын Отис.